# 1997 TN26
1997 TN26 är en asteroid i huvudbältet som upptäcktes den 11 oktober 1997 av de båda japanska astronomerna Seiji Ueda och Hiroshi Kaneda i Kushiro.
Asteroiden har en diameter på ungefär 8 kilometer och den tillhör asteroidgruppen Eunomia.